# Q (잡지)

Q의 로고

Q는 영국의 대중음악 잡지이다. 본래 1986년부터 2020년까지 영국에서 출판했으며, 이후 2023년 온라인 웹사이트로 부활했다. 1986년 BBC 텔레비전의 음악 시리즈인 《올드 그레이 휘슬 테스트》의 진행자였던 방송 저널리스트 마크 엘렌과 데이비드 헵워스가 설립했다. Q의 폐간호는 2020년 7월에 발행되었으나, 2023년 웹사이트에 새 기사를 게시하기 시작하였고, 2024년 완전히 재발행됐다.
Q는 원래 EMAP 미디어 그룹에서 발행했으며, 월간지와 더 높은 수준의 사진으로 다른 음악 언론가 차별점을 두었다. 초기에는 "음악 등에 대한 현대 가이드"라는 부제가 붙었다. 원래는 큐(Cue)라고 불릴 예정이었으나, 스누커 잡지로 오인되지 않도록 이름을 바꾸었다. Q의 200번째 기념호에서 한 글자로 된 이름이 신문 가판대에서 더 눈에 띄기 때문이라고 밝혔다.
2008년 EMAP은 Q를 포함한 소비자 잡지를 바우어 미디어 그룹에 매각했다. 바우어는 2020년 다른 여러 잡지와 함께 Q를 판매했다. 하지만 켈시 미디어가 비음악 관련 잡지만 구매하기로 결정하면서 2020년 7월 출판이 중단되었으며 415호를 마지막으로 폐간했다. Q의 실물 잡지 발행이 종료된 이유는 코로나19 범유행으로 인한 발행 부수 및 광고 수익 감소와 "전문가가 없는 인터넷 시대"의 도래 때문이었다.
Q가 엠파이어 미디어 그룹에 매각된 후인 2023년 11월에는 온라인 간행물로 소프트 런칭돼 옛날 기사와 함께 새로운 컨텐츠를 게시했다. 2024년 1월 로스앤젤레스에서 활동하는 미국인 편집자 앤드류 바커와 옥스퍼드에서 활동하는 영국 및 유럽 편집자인 도미닉 어튼이 이끄는 새로운 편집 팀과 함께 공식적으로 재출범했다.